# شوتا ساكاكي
شوتا ساكاكي (باليابانية: 榊 翔太) (مواليد 3 أغسطس 1993)، هو لاعب كرة قدم ياباني سابق كان يلعب كمهاجم.

## وصلات خارجية
- شوتا ساكاكي على موقع رابطة كرة القدم اليابانية للمحترفين (اليابانية)
- شوتا ساكاكي على موقع قاعدة بيانات كرة القدم.إي يو (الإنجليزية)
- شوتا ساكاكي على موقع Soccerway.com (الإنجليزية)
- شوتا ساكاكي على موقع عالم كرة القدم.نت (الإنجليزية)
- شوتا ساكاكي على موقع كووورة